# Дейя

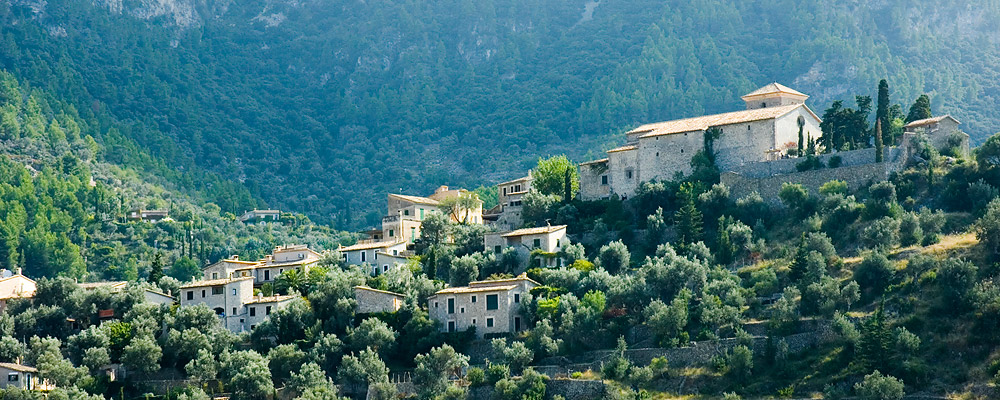
Дейя

Дейя́ (кат. Deià) — небольшая деревня в горах Сьерра-де-Трамонтана на северном побережье испанского острова Мальорка. Расположена между Сольером и Вальдемосой, главным образом известна  живописным окружающим ее ландшафтом и своими знаменитыми жителями. Население Дейя, по переписи 2012 года, составляет 755 человек.
Идиллические пейзажи апельсиновых и оливковых рощ на крутых скалах средиземноморского побережья стали убежищем для многих немецких, английских и американских иммигрантов после Первой мировой войны. Английский поэт-романист и учёный Роберт Грейвс стал одним из первых иностранцев, поселившихся в этой деревне. Анаис Нин посетила деревню в 1920-х годах, написав там один из своих рассказов. Кармен Наранхо, также вдохновлённая местной атмосферой, написала одно из своих произведений, будучи в Дейя. В своё время в деревне также жили уругвайская романистка Кристина Пери Росси и поэтесса из Никарагуа Кларибель Алегрия.
На вершине холма расположена церковь  Иоана Крестителя  (Sant Joan Baptista), которая открыта для посещения.
В настоящее время в Дейя находится около 20 ресторанов и баров, которые пользуются большой популярностью у посетителей. Некоторые рестораны отмечены в Красном гиде «Мишлен» и один имеет звезду «Мишлен». Большинство ресторанов это маленькие семейные заведения, которые берут свое начало от средневековых таверн. 

## Население
| Год  | Численность | Численность   |
| ---- | ----------- | ------------- |
| 2001 | 677         | [ 2 ]         |
| 2002 | 731         | [ 3 ]         |
| 2003 | 749         | [ 4 ]         |
| 2004 | 689         | [ 5 ]         |
| 2005 | 708         | [ 6 ]         |
| 2006 | 708         | [ 7 ]         |
| 2007 | 718         | [ 8 ]         |
| 2008 | 754         | [ 9 ]         |
| 2009 | 755         | [ 10 ]        |
| 2010 | 773         | [ 11 ]        |
| 2011 | 752         | [ 12 ]        |
| 2012 | 747         | [ 13 ]        |
| 2013 | 756         | [ 14 ]        |
| 2014 | 768         | [ 15 ]        |
| 2015 | 713         | [ 16 ]        |
| 2016 | 642         | [ 17 ]        |
| 2017 | 637         | [ 18 ]        |
| 2018 | 620         | [ 19 ] [ 20 ] |
| 2019 | 617         | [ 21 ]        |
| 2020 | 630         | [ 22 ]        |
| 2021 | 674         | [ 23 ]        |
| 2022 | 674         | [ 24 ]        |
| 2023 | 675         | [ 25 ]        |
| 2024 | 717         | [ 1 ]         |